# 12월 13일
12월 13일은 그레고리력으로 347번째(윤년일 경우 348번째) 날에 해당한다.

## 사건
- 1545년 - 로마 가톨릭교회의 트리엔트 공의회 개최
- 1937년 - 군국주의 일본 제국이 중화민국의 수도 난징을 함락시키고 난징 대학살을 자행함
- 1950년 - 장진호 전투가 끝났다.
- 1959년 - 키프로스 대주교였던 마카리오스 3세가 대통령이 되다.
- 1974년 - 몰타가 영연방 입헌군주제에서 공화제로 변경되다.
- 1991년 - 남북기본합의서 체결.
- 2006년 - 양쯔강돌고래가 멸종된 것으로 발표되다.
- 2014년 - 인도네시아 자와섬에서 산사태가 발생해 56명이 사망하고 52명이 실종되다.
- 2021년 - 여수 국가산단 폭발 사고 이일산업이 화재가 발생했다.

## 탄생
- 1521년 - 제227대의 교황 교황 식스토 5세. (~1590년)
- 1553년 - 프랑스의 국왕 앙리 4세. (~1610년)
- 1594년 - 조선 중기의 군인 임경업. (~1646년)
- 1678년 - 중국 청나라의 5대 황제 옹정제. (~1735년)
- 1797년 - 독일의 후기 낭만주의 시인 하인리히 하이네. (~1856년)
- 1887년 - 헝가리계 미국인 수학 포여 죄르지.  (~1985년)
- 1916년 - 대한민국의 언론인, 번역문학가 송지영. (~1989년)
- 1920년 - 미국의 정치인 조지 프랫 슐츠. (~2021년)
- 1921년 - 대한민국의 정치인 진의종. (~1995년)
- 1923년 - 미국의 야구인 래리 도비. (~2003년)
- 1926년
  - 자메이카의 육상 선수 조지 로든. (~2024년)
  - 미국의 야구 선수 칼 어스킨. (~2024년)
- 1927년 - 프랑스의 배우 준비에브 파주. (~2025년)
- 1928년 - 대한민국의 사회운동가 이용수.
- 1929년
  - 대한민국의 군인, 정치가 이희근. (~2022년)
  - 캐나다의 배우 크리스토퍼 플러머. (~2021년)
- 1934년 - 미국의 영화 제작자 리처드 D. 재넉. (~2012년)
- 1935년 - 미국의 야구 선수 조 크리스토퍼.
- 1936년 - 니자리파의 지도자 아가 칸 4세. (~2025년)
- 1938년 - 미국의 농구인 거스 존슨. (~1987년)
- 1946년 - 대한민국의 소설가 김채원.
- 1949년 - 미국의 가수 톰 벌레인. (~2023년)
- 1950년
  - 대한민국의 전 야구 선수, 현 야구 감독 송일수.
  - 대한민국의 행정공무원, 기업인 이윤재.
- 1952년
  - 대한민국의 배우 독고영재.
  - 대한민국의 정치인 이한기.
- 1953년
  - 미국의 경제학자 벤 버냉키.
  - 대한민국의 방송 프로듀서 출신 기업가 우종범.
  - 대한민국의 경영학자 예종석.
- 1957년 - 미국의 영화 배우, 영화 감독 스티브 부세미.
- 1959년 - 대한민국의 희극인 배영만.
- 1962년 - 대한민국의 정치인 양혜령.
- 1963년 - 대한민국의 가수, 작곡가 정수라.
- 1964년
  - 대한민국의 외교 출신 정치인 홍기원.
  - 일본의 음악가 히데. (X JAPAN) (~1998년)
  - 독일의 축구 선수 디터 아일츠.
- 1965년 - 대한민국의 가수 이승환.
- 1966년 - 대한민국의 행정 출신 정치인 박성호.
- 1967년
  - 일본의 배우 오다 유지.
  - 미국의 배우 제이미 폭스.
  - 대한민국의 희극인 이희구.
- 1968년 - 대한민국의 가수, 작곡가 리안.
- 1969년 - 일본의 성우 이시카와 히데오.
- 1970년 - 베트남의 정치인 보반트엉.
- 1971년 - 대한민국의 가수, 프로듀서 박진영.
- 1974년
  - 대한민국의 모델 박둘선.
  - 대한민국의 기업인 한덕수.
- 1977년
  - 대한민국의 배우 고세원.
  - 대한민국의 가수 유미.
  - 대한민국의 기자 겸 앵커 곽상은.
- 1978년
  - 미국의 종합격투기 선수 BJ 펜.
  - 대한민국의 방송인 김성회.
- 1979년 - 대한민국의 모델 김청록.
- 1980년
  - 대한민국의 피아니스트, 정치인 김예지.
  - 대한민국의 미스코리아 출신 방송인 서현진.
- 1981년
  - 대한민국의 배우 장승조.
  - 미국의 싱어송라이터 에이미 리.
  - 일본의 범죄자 이시모토 다이치.
- 1982년
  - 일본의 배우 키노시타 아유미.
  - 대한민국의 가수 최진이. (럼블피쉬)
  - 미국의 야구 선수 리키 놀래스코.
  - 일본의 배우 나가야마 에이타.
- 1983년 - 대한민국의 희극인, 쇼호스트 복현규.
- 1984년
  - 대한민국의 탁구 선수 이정우.
  - 대한민국의 전직 스타크래프트 프로게이머 조용호.
- 1985년
  - 대한민국의 미스코리아 나리.
  - 대한민국의 전 아나운서 성주희.
  - 대한민국의 아나운서 김보빈.
- 1986년
  - 스웨덴의 축구 선수 미카엘 루스티그.
  - 일본의 성우 이가라시 히로미.
  - 대한민국의 뮤지컬 배우 김유영.
- 1987년 - 대한민국의 축구 선수 김기수.
- 1988년
  - 대한민국의 전 리그 오브 레전드 프로게이머 하트.
  - 대한민국의 축구 선수 윤승현.
- 1989년
  - 대한민국의 뮤지컬 배우, 영화 배우, 대학교수 정재은.
  - 미국의 컨트리 가수 테일러 스위프트.
  - 일본의 가수 후루카와 아이리 (SKE48).
  - 대한민국의 바이올린 연주자 김봄소리.
- 1990년 - 대한민국의 사진작가 하동수.
- 1991년
  - 일본의 배우 오노 노노카.
  - 짐바브웨의 축구 선수 텐다이 다리콰.
- 1993년
  - 대한민국의 가수 고닥.
  - 미국의 테니스 선수 다니엘 콜린스.
- 1994년 - 대한민국의 기타리스트 궁준식.
- 1995년
  - 영국의 배우 에마 코린.
  - 대한민국의 쇼트트랙 선수 노도희.
- 1996년 - 대한민국의 가수 이교수.
- 1997년 - 대한민국의 가수 밀크웨이.
- 1998년
  - 대한민국의 가수 샤오 (업텐션).
  - 대한민국의 가수 세형 (베리굿).
- 1999년
  - 대한민국의 카트라이더 프로게이머 노준현.
  - 대한민국의 치어리더 박성아.
- 2000년 - 대한민국의 가수 말리타부.
- 2001년 - 대한민국의 배우 이지원.

### 미상
- 대한민국의 가수, 콘트리베이스 주지호. (취향상점)
- 대한민국의 가수 민지운.

## 사망
- 1204년 - 마이모니데스. (1135년~)
- 1250년 - 신성 로마 제국의 황제 프리드리히 2세. (1194년~)
- 1557년 - 이탈리아의 수학자 니콜로 타르탈리아. (1499년~)
- 1602년 - 조선 중기의 문신 김명원. (1534년~)
- 1834년 - 조선의 제23대 국왕 순조. (1790년~)
- 1866년 - 조선의 가톨릭 순교자 손선지. (1820년~)
- 1944년 - 러시아의 화가 바실리 칸딘스키. (1866년~)
- 1965년 - 미국의 군인 로버트 싱크. (1905년~)
- 1996년 - 이탈리아의 아랍학자 프란체스코 가브리엘리. (1904년~)
- 1997년 - 대한민국의 기업인 이장균. (1920년~)
- 2009년 - 미국의 경제학자 폴 새뮤얼슨. (1915년~)
- 2011년 - 대한민국의 기업인, 정치인 박태준. (1927년~)
- 2016년 - 미국의 경제학자 토머스 셸링. (1921년~)
- 2019년 - 미국의 정치인 리처드 G. 해처. (1933년~)
- 2020년 - 에스와티니의 정치인 암브로세 만드불로 들라미니. (1968년~)
- 2021년
  - 스페인의 영화배우 베로니카 포르케. (1955년~)
  - 조선민주주의공화국의 정치인 김영주. (1920년~)
- 2022년 - 미국의 야구 선수 커트 시몬스. (1929년~)
- 2023년 - 이탈리아의 축구 선수 안토니오 율리아노. (1943년~)
- 2024년
  - 아일랜드의 경영학과 찰스 핸디. (1932년~)
  - 미국의 역사가 카터 에커트. (1945년~)

## 기념일
- 난징대학살 희생자 국가추모일: 중화인민공화국
- 성 루시아의 날: 스칸디나비아

## 같이 보기
- 전날: 12월 12일 다음날: 12월 14일 - 전달: 11월 13일 다음달: 1월 13일
- 음력: 12월 13일
- 모두 보기